# 포울 뉘루프 라스무센
포울 올루프 뉘루프 라스무센(덴마크어: Poul Oluf Nyrup Rasmussen, 1943년 6월 15일~)은 덴마크의 정치인이다. 소속 정당은 사회민주당이다.

## 생애
1971년 코펜하겐 대학교 경제학과 박사 학위를 취득했으며 1988년 5월 10일부터 2004년 9월 12일까지 덴마크 의회 의원을 역임했다. 1992년 9월 3일부터 2002년 12월 14일까지 사회민주당 대표를 역임했다.
1993년 1월 25일부터 2001년 11월 27일까지 제47대 덴마크의 총리를 역임했고 2004년부터 2009년까지 유럽 의회 덴마크 대표 의원을 역임했다. 2004년 4월 24일부터 2011년 11월 24일까지 유럽 사회당 대표를 역임했다.